# Contea di Dong'e
La contea di Dong'e (东阿县S, Dōng'ē XiànP) è una contea della Cina, situata nella provincia dello Shandong e amministrata dalla prefettura di Liaocheng.